# نیتروژن موستارد
نیتروژن موستارد کلراید (به انگلیسی: Nitrogen mustard)
رده درمانی: عوامل آلکیله کننده، ضد سرطان، مهار سیستم ایمنی
اشکال دارویی: آمپول

## موارد مصرف
لنفوم، لنفوسارکوم، سرطان ریه، و لوسمی‌های نوع CML و CLL

## مکانیسم اثر
مانند سایر عوامل آلکیلان (ملفالان، سیکلوفسفامید و کلرامبوسیل) و گاز خردل بر دنا یا همان دی ان ای سلول‌های سرطانی مؤثر است.

## عوارض جانبی
تهوع، استفراغ، تمایل به خونریزی، سرگیجه، خواب آلودگی، بی اشتهایی.